# لياندرو سور
لياندرو سور (بالإسبانية: Leandro Suhr)‏ هو لاعب كرة قدم أوروغواياني في مركز الهجوم، ولد في 24 سبتمبر 1997 في Tarariras ‏ في الأوروغواي. لعب مع Club Plaza Colonia de Deportes ‏.

## وصلات خارجية
- لياندرو سور على موقع قاعدة بيانات كرة القدم.إي يو (الإنجليزية)
- لياندرو سور على موقع Soccerway.com (الإنجليزية)